# Рафаил Пеев
Рафаил Пеев e български католически свещеник, възкресенец.

## Биография
Рафаил Арсенов Пеев е роден на 17 май 1918 г. в село Балтаджии (днес кв. Секирово на град Раковски). От 1932 г. до 1935 г. учи в нисшата семинария на възкресенците в Стара Загора. На 1 декември 1935 г. започва обучението си във висшата семинария в Краков, Полша и дава вечните си обети на 15 август 1937 г. От 1938 г. до 1943 г. учи в Рим, където е ръкоположен за свещеник на 20 септември 1941 г.
След завършване на обучението си в Рим през 1943 г., отец Рафаил Пеев се завръща в България. На 1 август 1943 г. отслужва тържествена литургия в родното си място. Той е изпратен да работи в семинария в Стара Загора, където преподава до 1946 г. След това работи за кратко в Малко Търново, а от 1947 г. в Бургас. До 1948 г. богослужението по източнокатолическия обред в Бургас се извършва в католическата църква по латинския обред „Дева Мария Богородица“. През 1948 г. след затваряне на френския колеж „Свети Йосиф“ в града, параклисът му става енорийски храм „Успение Богородично“. Отец Пеев е първият енорист, който служи в новия за енорията храм.
Когато през 1952 г. започват процесите срещу Католическата църква, в дома на отец Пеев е монтирана подслушвателна апаратура от Държавна сигурност. Подслушването става от стая, разположена в намиращата се наблизо Бургаска държавна болница. Оперативните работници не успяват да открият доказателства за осъществяване на шпионска дейност. Въпреки това на 19 октомври 1952 г. отец Пеев е арестуван и осъден на 12 години лишаване от свобода. След завръщането си от затвора през 1962 г. той продължава да служи в Бургас още 21 години. През 1977 г. той е провъзгласен за архимандрит.
Умира на 17 април 1983 г. в болницата в Бургас. Предишния ден пада от стълба, на която се е качил, за да смени крушка на полилей в храма.